# Хајда Гвај
Хајда Гвај (енгл. Haida Gwaii) је група острва на северозападу Северне Америке. Острво броји само неколико хиљада становника. Главни је град Квин Шарлот Сити. До 2010. група острва се називала Острва краљице Шарлот (енгл. Queen Charlotte Islands).